# Henryk Cihoski
Henryk Cihoski (ur. 2 października 1872 w Tecuci, zm. 18 maja 1950 w Sighetu Marmației) – generał i polityk rumuński, pochodzenia polskiego.

## Życiorys
Był synem Aleksandra Cichoskiego - powstańca styczniowego i Eugenii z d. Dobjansky. W 1891 uzyskał pierwszy stopień oficerski. Ukończył Wyższą Szkołę Wojsk Inżynieryjnych i Artylerii, naukę kontynuował we Francji. Brał udział w I wojnie światowej jako dowódca 10 dywizji piechoty w bitwie pod Mărășești. Za zasługi frontowe w 1917 został awansowany do stopnia generalskiego i odznaczony Orderem Michała Walecznego III klasy. W grudniu 1918 objął stanowisko zastępcy szefa sztabu generalnego.
Po zakończeniu wojny reprezentował Rumunię jako ekspert na konferencji pokojowej w Paryżu, a następnie organizował struktury administracyjne na terenie Besarabii. W latach 1928–1930 kierował resortem obrony, w rządzie kierowanym przez Iuliu Maniu. 17 marca 1930 podał się do dymisji, obciążany odpowiedzialnością za narastającą korupcję w armii. W 1943 awansowany do stopnia generała broni, zasiadał w Narodowej Radzie Obrony.
Po przejęciu władzy przez komunistów, w nocy 5/6 maja 1950 został aresztowany i osadzony w więzieniu o zaostrzonym rygorze w Sighetu Marmației. Po aresztowaniu postradał zmysły i zmarł kilka dni później. Pochowany w masowym grobie.
Był żonaty (żona Sophie Ferhat), miał dwoje dzieci.

## Awanse
- podporucznik (Sublocotenent) (1891)
- porucznik  (Locotenent) (1894)
- kapitan  (Căpitan) (1899)
- major  (Maior) (1908)
- podpułkownik  (Locotenent-colonel) (1912)
- pułkownik  (Colonel) (1914)
- generał brygady (General de brigadă) (1917)
- generał dywizji (General de divizie) (1919)